# Deserto de Yuha
O Deserto de Yuha é uma seção do Deserto de Sonora, localizado no Vale Imperial da Califórnia, sul da Interstate 8, oeste de El Centro, Califórnia e norte da fronteira internacional.
Aspectos únicos são encontrados no Deserto de Yuha como fósseis antigos, Monumento Histórico De Anza e Geoglifos característicos da região. O deserto é lar dos Quechan, povo nativo norte-americano.
O Deserto foi designado como uma área de Interesse Ambiental forte pela Bureau of Land Managemente (Gabinete de Gestão Territorial) e é usado apenas para recursos biológicos e arqueológicos.